# Кунашакское сельское поселение
Кунаша́кское се́льское поселе́ние — муниципальное образование в Кунашакском районе Челябинской области Российской Федерации. В рамках административно-территориального устройства муниципальное образование  соответствует административно-территориальной единице Кунашакский сельсовет.
Административный центр — село Кунашак.
Глава поселения - Нуриев Ринат Мажитович

## История
Статус и границы сельского поселения установлены Законом Челябинской области от 12 ноября 2004 года № 288-ЗО «О статусе и границах Кунашакского муниципального района и сельских поселений в его составе»

## Население
| 2002  | 2010  | 2011  | 2012  | 2013  | 2014  | 2015  |
| ----- | ----- | ----- | ----- | ----- | ----- | ----- |
| 7640  | ↗8020 | ↘8013 | ↘7969 | ↘7865 | ↗7916 | ↗8075 |
| 2016  | 2017  | 2018  | 2019  | 2020  | 2021  | 2023  |
| ↗8167 | ↗8223 | ↗8278 | ↗8298 | ↗8371 | ↘8198 | ↗8216 |

## Состав сельского поселения
| № | Населённый пункт | Тип населённого пункта          | Население |
| - | ---------------- | ------------------------------- | --------- |
| 1 | Арыкова          | деревня                         | 14        |
| 2 | Борисовка        | деревня                         | ↗566      |
| 3 | Канзафарова      | деревня                         | ↘147      |
| 4 | Кунашак          | посёлок железнодорожной станции | ↗67       |
| 5 | Кунашак          | село, административный центр    | ↗6822     |
| 6 | Лесной           | посёлок                         | ↗428      |
| 7 | Маяк             | посёлок                         | ↗456      |
| 8 | Разъезд № 3      | посёлок                         | ↘46       |